# Концентрат (футзальный клуб)
Футзальный клуб «Концентрат» — российский футзальный клуб из Нерюнгри, основан в 1992 году. После сезона 2007/08, в котором «Концентрат» стал чемпионом России, команда из Нерюнгри прекратила своё существование.

## Достижения
- Чемпионат Мира среди клубных команд
  - Чемпион: 2002
  - Вице-чемпион: 2005
- Кубок Европейских чемпионов по футзалу
  - Обладатель: 2006
  - Финалист: 1997
- Двукратный обладатель Кубка УЕФС (Кубок обладателей кубков): 1998, 2005
- Чемпионат России
  - четырёхкратный чемпион: 1996, 2005, 2007, 2008
  - двукратный серебряный призёр: 2004, 2006
  - двукратный бронзовый призёр: 1997, 2003
- Кубок России
  - трёхкратный обладатель: 1995, 2004, 2006
  - трёхкратный финалист: 1996, 1997, 2005
- Обладатель Кубка Восточной Конференции 1996 г.